# The Auction Block (film 1917)
The Auction Block è un film muto del 1917 diretto da Laurence Trimble.
Tratta dal romanzo omonimo di Rex Beach pubblicato a New York nel 1914, la storia fu ripresa nel 1926 per un altro film dallo stesso titolo, diretto da Hobart Henley.

## Trama

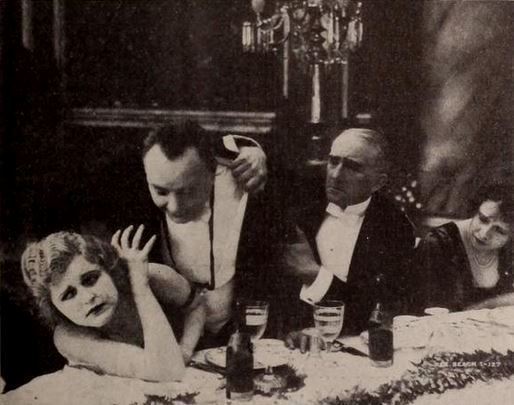

Lorelei Knight trova, attraverso suo fratello, uomo di pochi scrupoli, un lavoro a New York come show girl. Tutta la famiglia della giovane si installa in città per vivere alle sue spalle ma lei perde il lavoro e, per disperazione, sposa Bob Wharton, il figlio alcolizzato di un miliardario. Dopo le nozze, Lorelei rifiuta però di consumare il matrimonio finché il marito non si sia riabilitato.
Lilas Lynn, che aveva giurato di vendicarsi del proprietario di una fabbrica responsabile della morte di suo padre, gli spara, implicando nel delitto anche Lorelei. Suo fratello, insieme alla sua banda, vuole trarre profitto dalla vicenda e ricatta Bob, il marito di Lorelei che ormai ha smesso di bere, accusandolo del crimine. Finirà tutto bene, con la gang che viene sgominata e con Lorelei e Bob che potranno iniziare finalmente una vita felice insieme.

## Produzione
il film fu prodotto dalla Rex Beach Pictures Company (il cui nome viene riportato da diverse parti anche come Rex Beach Film Corp. oppure Rex Beach Pictures Corp.)

## Distribuzione
Il copyright del film, richiesto dalla Goldwyn Pictures Corp., fu registrato il 17 novembre 1917 con il numero LP11718.

Distribuito dalla Goldwyn Distributing Company, il film uscì in sala il 2 dicembre 1917.
Non si conoscono copie ancora esistenti della pellicola che viene considerata presumibilmente perduta.